# Wendell Sailor
Wendell Jermaine Sailor (Sarina, 16 luglio 1974) è un rugbista a 13 e a 15 australiano, tre quarti ala in entrambe le discipline, delle quali fu internazionale; con l'Australia del XIII fu campione del mondo nel 2000, mentre negli Wallabies fu finalista alla Coppa del Mondo di rugby 2003; squalificato per due anni nel 2006 per un caso di doping mentre militava nei Waratahs, tornò a giocare nel 2008 nella disciplina a XIII per una stagione, prima del ritiro nel 2009.

## Biografia
Sailor iniziò la carriera nel rugby a 13 e, a soli 19 anni, esordì nei Brisbane Broncos; nonostante il relativamente esiguo numero di incontri disputati (6, con 3 mete totali), si laureò campione 1993; dall'anno successivo e fino al 2001 fu titolare fisso dei Broncos e con essi vinse altri tre titoli australiani (nel 1997, 1998 e 2000).
Al suo attivo anche la vittoria nella World Club Challenge, sorta di Coppa Intercontinentale tra Emisfero Nord e Sud, conquistata sempre nelle file dei Broncos nel 1997.
Rappresentò a livello internazionale l'Australia del rugby a 13 dal 1994 al 2001 con 22 presenze e 21 mete, e si laureò campione del mondo nel 2000, risultando anche Man of the Match nella decisiva finale vinta contro i Kiwis della Nuova Zelanda.
Dopo la Coppa del Mondo a 13, con il contratto in scadenza nel 2001, si sparse la voce che Sailor fosse interessato a un ingaggio in Gran Bretagna in Super League (più in particolare per una tra Wigan, Leeds e Bradford), ma a farsi avanti fu la federazione di rugby a 15, la Australian Rugby Union, a proporre a Sailor un passaggio di disciplina; questi accettò, divenendo il primo professionista del XV australiano proveniente dal XIII.
Dal 2002 Sailor fu ingaggiato per la franchigia professionistica di rugby a 15 di Brisbane, i Reds, con cui esordì nel Super Rugby; il suo compenso fu di circa 700.000 AUD per anno.
Sempre nel 2002 giunse a vestire la maglia degli Wallabies, divenendo così internazionale per l'Australia in entrambe le varianti della disciplina; l'esordio fu a giugno di quell'anno contro la Francia; partecipò poi alla Coppa del Mondo di rugby 2003 che si tenne proprio in Australia, e nella quale la Nazionale giunse alla finale, persa contro l'Inghilterra.
Nel 2005 fu invitato dai Barbarians a disputare un match contro un XV inglese, nel corso del quale si mise in luce con due mete e una prestazione che lo fece segnalare tra i migliori in campo.
Nel 2006, terminato il contratto con i Reds, Sailor fu ingaggiato dagli Waratahs, franchise di Sydney con la maglia dei quali disputò il suo primo incontro proprio di fronte ai Reds.
Il 13 maggio 2006, proprio prima dell'ultima giornata del Super 14, fu reso noto che Sailor era stato sospeso a tempo indeterminato a causa di una positività alla cocaina; un secondo riesame si rivelò positivo, e la difesa di Sailor di fronte al collegio disciplinare dell'Australian Rugby Union si basò sulla considerazione che la cocaina era stata assunta più di quattro giorni precedenti al prossimo incontro e che quindi non poteva essere considerata uno stimolante dell'attività sportiva; la disciplinare ribatté che l'infrazione non consisteva nel tentativo di incrementare la prestazione, ma nell'avere assunto sostanze proibite per un professionista, e gli inflisse due anni di squalifica.
Scontata la squalifica biennale, nel 2008 Sailor tornò al rugby a 13, nelle file del St. George Illawarra Dragons, con il quale firmò un impegno per due stagioni; il 12 novembre 2009, alla fine del contratto, annunciò il suo ritiro; l'ultimo incontro assoluto è stato il match pre-campionato tra i migliori giocatori della National Rugby League e gli Indigeni australiani, tenutosi il 10 febbraio 2010.

## Palmarès
- Coppa del mondo: 1
Australia: 2000
- National Rugby League: 4
Brisbane Broncos: 1993, 1997, 1998, 2000
- World Club Challenge: 1
Brisbane Broncos: 1997